# Таёжная (деревня)
Таёжная (хак. Тайғалығ) — деревня в Хакасии, находится в южной части Боградского района, в 78 км[уточнить] от райцентра — с. Боград.
Расстояние до г. Абакана 78 км. Расстояние до автотрассы Абакан-Красноярск 26 км.
Число хозяйств 74, население 258 чел. (01.01.2004), в том числе русские, немцы и др.
Населенный пункт основан до Октябрьской революции 1917 как хутор № 4. В 1920 переименован в д. Таёжная. В деревне находится ферма федерального государственного унитарного предприятия племзавода «Бородинский». Основное направление — животноводство.

## Население
| 2002 | 2010 |
| ---- | ---- |
| 234  | ↘218 |